# Francia labdarúgó-ligakupa
A Coupe de la Ligue egy kieséses labdarúgó-sorozat volt Franciaország klubcsapatai részére a Ligue de Football Professionnel szervezésében.
A versenysorozatot 1993-ban hozták létre. A Francia Kupától eltérően ebben a sorozatban csak az első három bajnoki osztályban játszó profi labdarúgóklubok vehettek részt. 
A Ligue de Football Professionnel 2019 szeptemberében döntött a sorozat megszüntetéséről.

## Előzmények
1963 és 1965 között rendeztek Franciaországban már ilyen névvel kupasorozatot, 1982-ben pedig felkészülési tornaként, Coupe d'Eté-t (Nyári Kupa) néven rendezték meg, melyet a Stade Laval nyert meg. Ezt a sorozatot egészen 1994-ig megrendezték, hagyományosan a szezonrajt előtt.

## Története

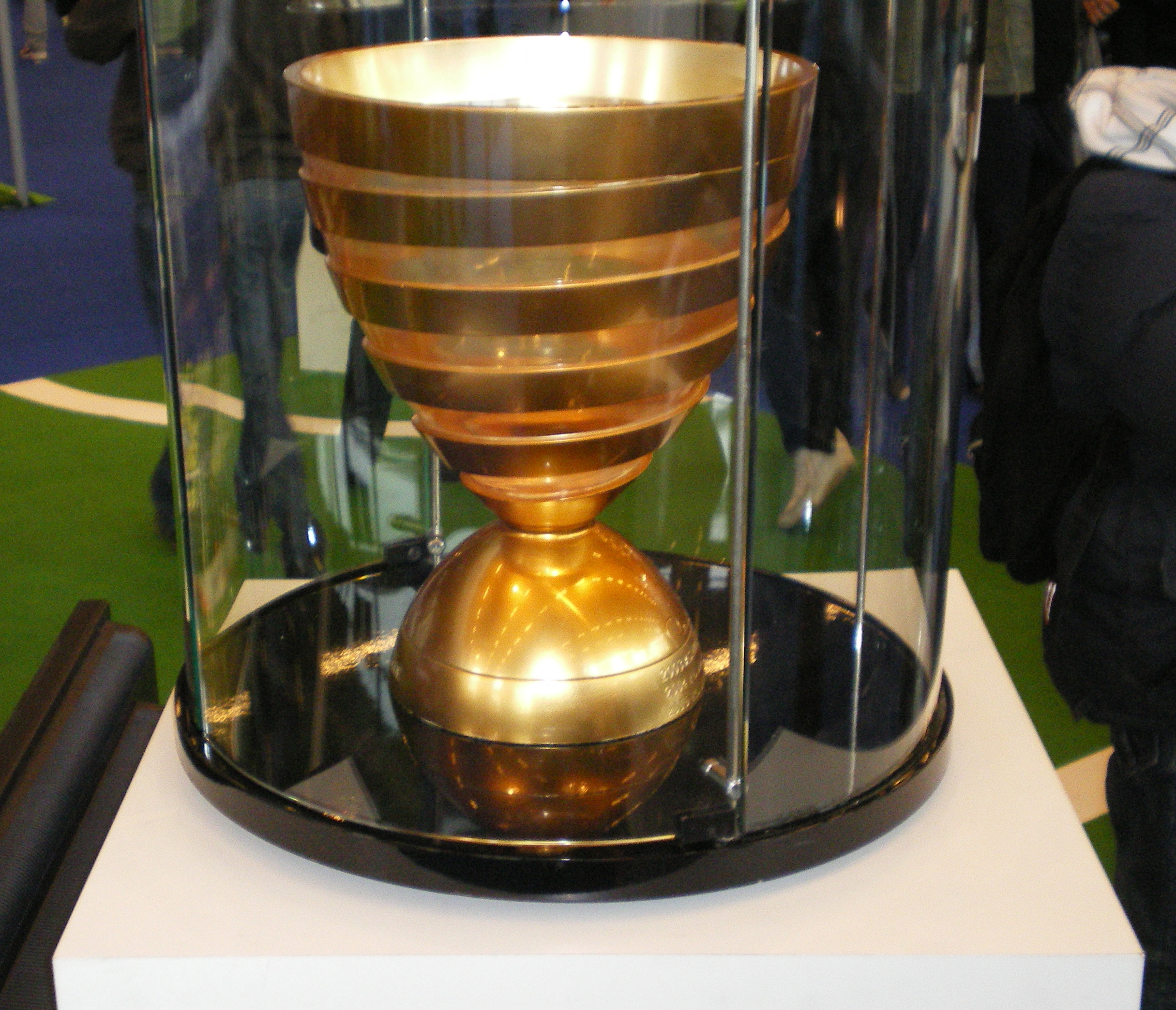
A Ligakupa-győzelemért járó trófea

1994-ben rendezték meg a Ligakupát először a véglegessé vált formátumában. A sorozat győztese indulási jogot nyert az UEFA-kupában, később az Európa-ligában. Első győztese a Paris Saint-Germain volt, miután az 1994-1995-ös sorozat döntőjében 2–0-ra legyőzte a Bastia csapatát. 1996-ban volt az első alkalom, hogy tizenegyespárbajt követően dőlt el a kupa sorsa, ekkor az Lyon győzte le a Metzet, miután a rendes játékidőt és a hosszabbítást követően is 0–0 volt az eredmény. Az első három döntőt a Parc des Princesben rendezték, majd 1998-tól 2015-ig a Stade de France volt az esemény házigazdája. A Strasbourg és a Paris Saint-Germain aza  két csapat, amely mindkét stadionban nyert legalább egy Ligakupa-döntőt. 2000-ben a Gueugnon lett az első nem első osztályú csapat, amely megnyerte a sorozatot. A sorozatnak összesen tizennégy különbözőnyertese volt.
2016 septemberében fordult először elő, hogy a sorozat döntőjét nem Párizs térségében rendezték. Az LFP döntésének értelmében 2016 és 208 között sorozatban Lyon, Bordeaux és Lille volt a kupa sorsáról döntő mérkőzés házigazdája. A Ligakupát a 2019-2020-as szezonban rendezték meg utoljára, az utolsó döntőben a rekordgyőztes Paris Saint-Germain 0–0-s döntetlent követően büntetőkkel 6–5 arányban múlta felül a Lyont.

## Győztesek
| Csapat              | Győzelmek | Ezüstérmek | Győztes évek                                         | Ezüstérmes évek              |
| ------------------- | --------- | ---------- | ---------------------------------------------------- | ---------------------------- |
| Paris Saint-Germain | 9         | 1          | 1995, 1998, 2008, 2014, 2015, 2016, 2017, 2018, 2020 | 2000                         |
| Strasbourg          | 4         | 0          | 1964, 1997, 2005, 2019                               | —                            |
| Bordeaux            | 3         | 3          | 2002, 2007, 2009                                     | 1997, 1998, 2010             |
| Marseille           | 3         | 0          | 2010, 2011, 2012                                     | —                            |
| Metz                | 2         | 1          | 1986, 1996                                           | 1999                         |
| Lens                | 2         | 1          | 1994, 1999                                           | 2008                         |
| Laval               | 2         | 0          | 1982, 1984                                           | —                            |
| Lyon                | 1         | 5          | 2001                                                 | 1996, 2007, 2012, 2014, 2020 |
| Monaco              | 1         | 4          | 2003                                                 | 1984, 2001, 2017, 2018       |
| Montpellier         | 1         | 1          | 1992                                                 | 1994, 2011                   |
| Nantes              | 1         | 1          | 1965                                                 | 2004                         |
| Sochaux             | 1         | 1          | 2004                                                 | 2003                         |
| Nancy               | 1         | 1          | 2006                                                 | 1982                         |
| Reims               | 1         | 0          | 1991                                                 | —                            |
| Gueugnon            | 1         | 0          | 2000                                                 | —                            |
| Saint-Étienne       | 1         | 0          | 2013                                                 | —                            |

## Rekordok
- Legtöbb győzelem: kilenc, Paris Saint-Germain
- Legtöbb döntős szereplés: tíz, Paris Saint-Germain[11]
- Legtöbb gól: Edinson Cavani, Pauleta, 15 gól.[12][13]
- Legtöbb gól egy szezonon belül: Stéphane Guivarc’h, 7 gól az 1997–98-as szezonban[14]